# Тарай (озеро)
Тарай — озеро на территории Шеломковского сельсовета Дзержинского района в южной части Красноярского края. Зеркало озера расположено на высоте 216,7 метров над уровнем моря.

## Географическое положение
Озеро расположено в 37 километрах по прямой к северо-западо-западу от районного центра — посёлка Дзержинское и в 8,3 километрах по прямой от села Канарай. Также в окрестностях Тарая располагались населённые пункты Тарай, Покровка, Ломок, Средний Колон, Райская, хутор Ковригин, ныне исчезнувшие. К юго-восточному берегу озера подступает смешанный сосново-берёзовый лес. Юго-западный, западный и северный берега озера заболочены. К северу от озера ранее располагался полевой стан.

## Географические характеристики
Озеро имеет овальную форму, вытянуто с северо-северо-востока на юго-юго-запад. Площадь озера составляет 1,5 км², площадь водосбора — 14,2 км², длина — 2,26 км, ширина — 1 км. Глубина озера составляет примерно 10 метров. Вода в водоёме чистая, имеет высокую прозрачность, голубоватый оттенок. Очертания берегов озера ровные и пологие, северо-восточный берег слегка изрезан мелкими заливами. Берега Тарая, в основном, глинистые и песчано-глинистые. Дно пологое, покрыто илом или песчано-глинистой смесью, на нём произрастают водоросли. Глина озера Тарай — голубая, она обладает целебными свойствами.

## Притоки и сток
По данным государственного водного реестра России озеро сточное, сток осуществляется по реке Колон. Однако на топографической карте эта информация не подтверждается, и, вероятнее всего, озеро является бессточным.

## Данные водного реестра
По данным государственного водного реестра России озеро относится к Ангаро-Байкальскому бассейновому округу, водохозяйственный участок — Тасеева. Речной бассейн — Ангара.
Код объекта в государственном водном реестре — 16010200311116200003958.

## Флора и фауна
В озере обитают такие виды рыб, как карась, пескарь, пелядь, плотва, окунь, щука (в основном, мелкая).
Озеро является местом гнездования перелётных птиц.

## Хозяйственное использование и экология
Озеро Тарай — популярное место рыбалки и отдыха на природе. На берегу озера расположена база отдыха ассоциации лесопромышленников, где летом организуется детский лагерь. Голубая глина и вода озера используется в медицинских целях.
Ранее уровень воды в озере был выше. Он снизился в связи с систематическими вырубками окрестных лесов, проводящимися здесь уже более ста лет.